# Giorgi Motiaszwili
Giorgi Motiaszwili (ur. 19 października 1989 w Duszeti) – gruziński wioślarz.

## Osiągnięcia
- Mistrzostwa Europy – Ateny 2008 – dwójka podwójna – 15. miejsce[1].
- Mistrzostwa Świata U-23 – Račice 2009 – dwójka podwójna – 13. miejsce[1].
- Mistrzostwa Europy – Brześć 2009 – dwójka podwójna – 10. miejsce[1].